# 伊森堡统治者列表

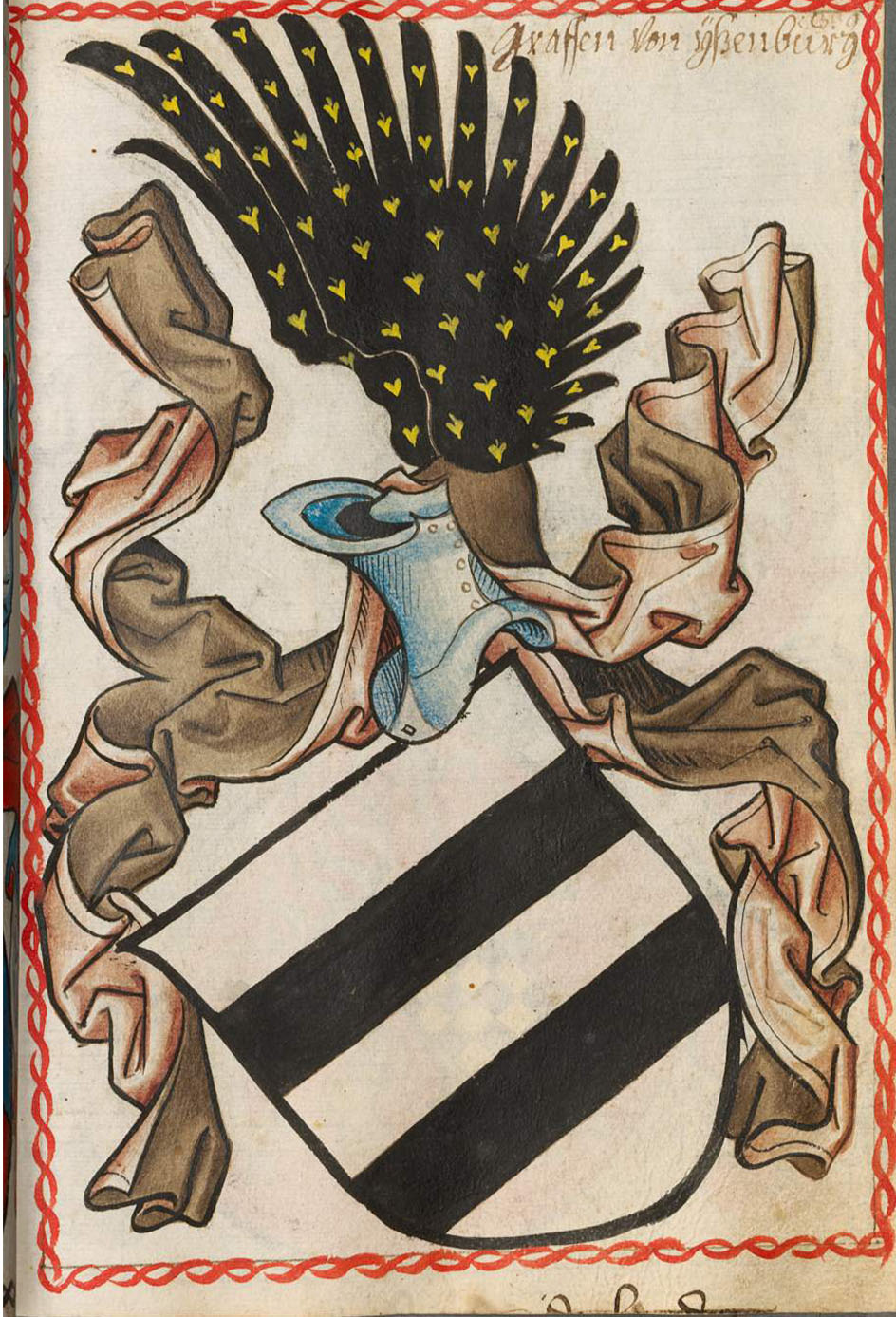
伊森堡伯爵家族族徽

伊森堡位于今天德意志联邦共和国莱茵兰-普法尔茨州北部，黑森州南部。1137年，尼德朗郜（Niederlahngau）分出伊森堡-林堡（Isenburg-Limburg）、伊森堡-肯佩尼希（Isenburg-Kempenich）和伊森堡-布劳恩斯贝格（Isenburg-Braunsberg）。以后分为许多支系。1744年，伊森堡-比尔施泰因升为侯国。1806年，伊森堡诸系重新合并，成为莱茵邦联的一个邦。1814年并入黑森和莱茵沿岸大公国。

## 1137年第一次分封

### 伊森堡-林堡伯爵
- 1137年－1146年：格拉赫一世 Gerlach I

1146年，伊森堡-林堡分为伊森堡-科韦恩（Isenburg-Covern）和伊森堡-格伦造（Isenburg-Grenzau）。

#### 伊森堡-科韦恩伯爵
- 1146年－1217年：格拉赫二世 格拉赫一世长子
- 1217年－1235年：格拉赫三世 格拉赫二世长子
- 1235年－1260年：亨利 Heinrich 格拉赫三世长子

1260年，伊森堡-科韦恩绝嗣，归于伊森堡-格伦造。

#### 伊森堡-格伦造伯爵（第一次分封）
- 1146年－1220年：亨利一世 格拉赫一世第四子
- 1220年－1278年：亨利二世 亨利一世长子

1278年，伊森堡-格伦造分出伊森堡-阿恩菲尔斯（Isenburg-Arnfels）和伊森堡-克莱贝格（Isenburg-Cleberg）。
- 1278年－1290年：埃伯哈德 Eberhard 亨利二世第四子

#### 伊森堡-阿恩菲尔斯伯爵
- 1278年－1303年：格拉赫一世 亨利二世长子
- 1303年－1334年：迪特里希一世 Dietrich I 格拉赫一世长子
- 1303年－1345年：约翰一世 Johann I 格拉赫一世次子
- 1334年－1371年：格拉赫二世 迪特里希一世长子，无嗣

1371年，伊森堡-阿恩菲尔斯绝嗣，归于伊森堡-维德。

#### 伊森堡-克莱贝格伯爵
- 1278年－1304年：路德维希一世 亨利二世次子
- 1304年－1340年：洛塔尔 Lothar 路德维希一世次子

1340年，伊森堡-克莱贝格分为伊森堡-比丁根（Isenburg-Büdingen）和伊森堡-格伦造（第二次分封）。

#### 伊森堡-格伦造伯爵（第二次分封）
- 1340年－1361年：菲利普一世 洛塔尔次子
- 1361年－1399年：埃伯哈德二世 菲利普一世独子
- 1399年－1439年：菲利普二世 埃伯哈德二世之子

1439年，伊森堡-格伦造绝嗣，归于菲利普二世的姐夫拿骚-拜尔施泰因伯爵约翰。1446年为特里尔选侯国所有，1460年尼德伊森堡购得。

### 伊森堡-肯佩尼希伯爵
- 1142年－1153年：齐格弗里德 Siegfried 伊森堡-林堡伯爵格拉赫一世的四叔
- 不详
- 1158年－1173年：迪特里希一世 Dietrich I
- 1158年－1173年：弗洛伦汀 Florentin
- 1217年？：罗斯曼 Rosemann 伊森堡-布劳恩斯贝格伯爵兰波五世次子
- 1229年－1232年：迪特里希二世
- 1232年－1235年：迪特里希三世
- 不详
- 1251年－1285年：格哈德 Gerhard 伊森堡-布劳恩斯贝格伯爵兰波五世的孙子
- 不详
- 1287年－1329年：迪特里希四世 格哈德长子
- 1329年－1341年：西蒙一世 迪特里希四世长子
- 1341年－1367年：西蒙二世 西蒙一世长子
- 1367年－1420年：西蒙三世 西蒙二世长子
- 1368年－1424年：约翰一世 西蒙二世次子

1424年，伊森堡-肯佩尼希绝嗣，被科隆选侯国吞并。

### 伊森堡-布劳恩斯贝格伯爵
- 1137年－1152年：兰波四世 Rembold IV 伊森堡-林堡伯爵格拉赫一世的三弟
- 1152年－1195年：兰波五世 兰波四世长子
- 1152年－1210年：布鲁诺一世 Bruno I 兰波四世次子

1210年，伊森堡-布劳恩斯贝格分为尼德伊森堡（Nieder-Isenburg）和伊森堡-维德（Isenburg-Wied）。

#### 尼德伊森堡伯爵
- 1218年－1253年：迪特里希一世 兰波五世长子
- 1253年－1273年：迪特里希二世 迪特里希一世长子
- 1273年－1300年：萨伦汀一世 Salentin I 迪特里希二世长子
- 1300年－1334年：萨伦汀二世 萨伦汀一世长子
- 1319年－1370年：萨伦汀三世 萨伦汀二世长子
- 1370年－1420年：萨伦汀四世 萨伦汀三世长子
- 1420年－1458年：萨伦汀五世 萨伦汀四世长子
- 1458年－1490年：格拉赫一世 萨伦汀五世长子
- 1490年－1502年：格拉赫二世 格拉赫一世长子

1502年，尼德伊森堡分为伊森堡-格伦造（第三次分封）和伊森堡-诺伊马根（Isenburg-Neumagen）。

#### 伊森堡-格伦造伯爵（第三次分封）
- 1502年－1530年：格拉赫三世 格拉赫二世长子
- 1530年－1552年：亨利 格拉赫三世长子，绰号“长者”
- 1552年－1554年：安东 亨利第三子
- 1554年－1556年：约翰五世 格拉赫三世次子，1547年至1556年为特里尔选侯大主教
- 1556年－1577年：阿诺德 格拉赫三世第三子
- 1577年－1610年：萨伦汀七世 亨利的次子，1567年至1577年为科隆选侯大主教，1574年至1577年兼帕德博恩主教
- 1610年－1619年：萨伦汀八世 萨伦汀七世长子
- 1619年－1664年：恩斯特一世 萨伦汀七世次子，卢森堡总督

1664年，伊森堡-格伦造绝嗣，被科隆选侯国和特里尔选侯国瓜分。

#### 伊森堡-诺伊马根伯爵
- 1502年－1534年：萨伦汀六世 格拉赫二世次子
- 1534年－1554年：亨利一世 萨伦汀六世第三子

1554年，伊森堡-诺伊马根绝嗣，归于塞恩-霍姆堡。

#### 伊森堡-维德伯爵
- 1210年－1255年：布鲁诺二世 布鲁诺一世次子
- 1255年－1278年：布鲁诺三世 布鲁诺二世长子
- 1278年－1327年：约翰一世 布鲁诺三世长子
- ？—1325年：布鲁诺四世 约翰一世长子
- 1327年－1383年：威廉一世 Wilhelm I 布鲁诺四世独子
- 1383年－1409年：威廉二世 威廉一世长子
- 1376年－1411年：格拉赫一世 威廉一世次子
- 1411年－1462年：威廉二世 格拉赫一世长子
- 1415年－1454年：约翰二世 格拉赫一世次子

1454年，伊森堡-维德男系绝嗣。约翰二世的独生女阿纳斯塔西亚的丈夫，容克尔家族的迪特里希四世继承了维德领地，他们的后代成为日后的维德伯爵和亲王和阿尔巴尼亚的君主。

## 1340年起的伊森堡-比丁根伯爵及其诸分支

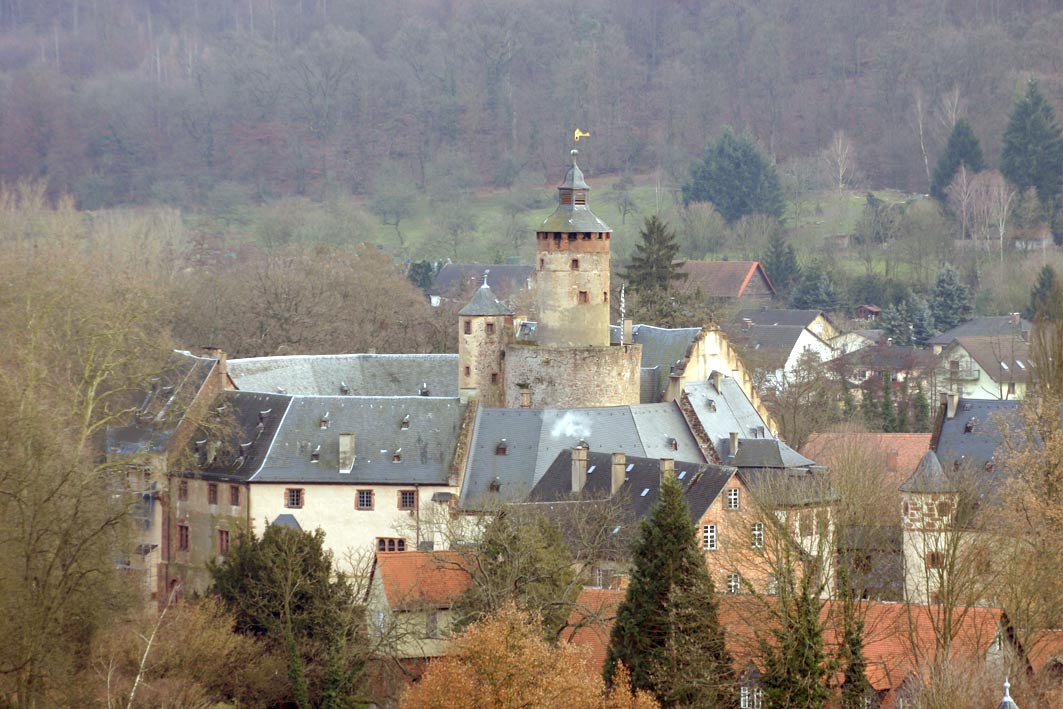
位于比丁根的比丁根城堡

- 1340年－1378年：亨利一世 伊森堡-克莱贝格伯爵洛塔尔的长子
- 1378年－1395年：约翰一世 亨利一世长子
- 1395年－1408年：约翰二世 约翰一世长子
- 1408年－1461年：迪特尔一世 Diether I 约翰二世长子
- 1461年－1511年：路德维希二世 迪特尔一世第三子

1511年，伊森堡-比丁根分为伊森堡-罗内堡（Isenburg-Ronneburg）和伊森堡-比丁根-比尔施泰因（Isenburg-Büdingen-Birstein）

### 伊森堡-罗内堡伯爵
- 1511年－1526年：菲利普 路德维希二世长子
- 1526年－1560年：安东一世 Anton I 菲利普的长子
- 1560年－1577年：格奥尔格 Georg 安东一世的次子
- 1577年－1597年：沃尔夫冈 Wolfgang 安东一世第三子
- 1597年－1601年：亨利 安东一世第五子

1601年，伊森堡-罗内堡绝嗣，归于伊森堡-比丁根-比尔施泰因。

### 伊森堡-比丁根-比尔施泰因伯爵
- 1511年－1533年：约翰三世 路德维希二世第三子
- 1533年－1568年：莱因哈德 Reinhard 约翰三世长子
- 1533年－1596年：菲利普二世 约翰三世第三子
- 1533年－1588年：路德维希三世 约翰三世第四子
- 1596年－1628年：沃尔夫冈·恩斯特一世 Wolfgang Ernst I 菲利普二世长子

1628年，伊森堡-比丁根-比尔施泰因分为伊森堡-奥芬巴赫（Isenburg-Offenbach）、伊森堡-比尔施泰因（Isenburg-Birstein）和伊森堡-比丁根（第二次分封）。

#### 伊森堡-奥芬巴赫伯爵

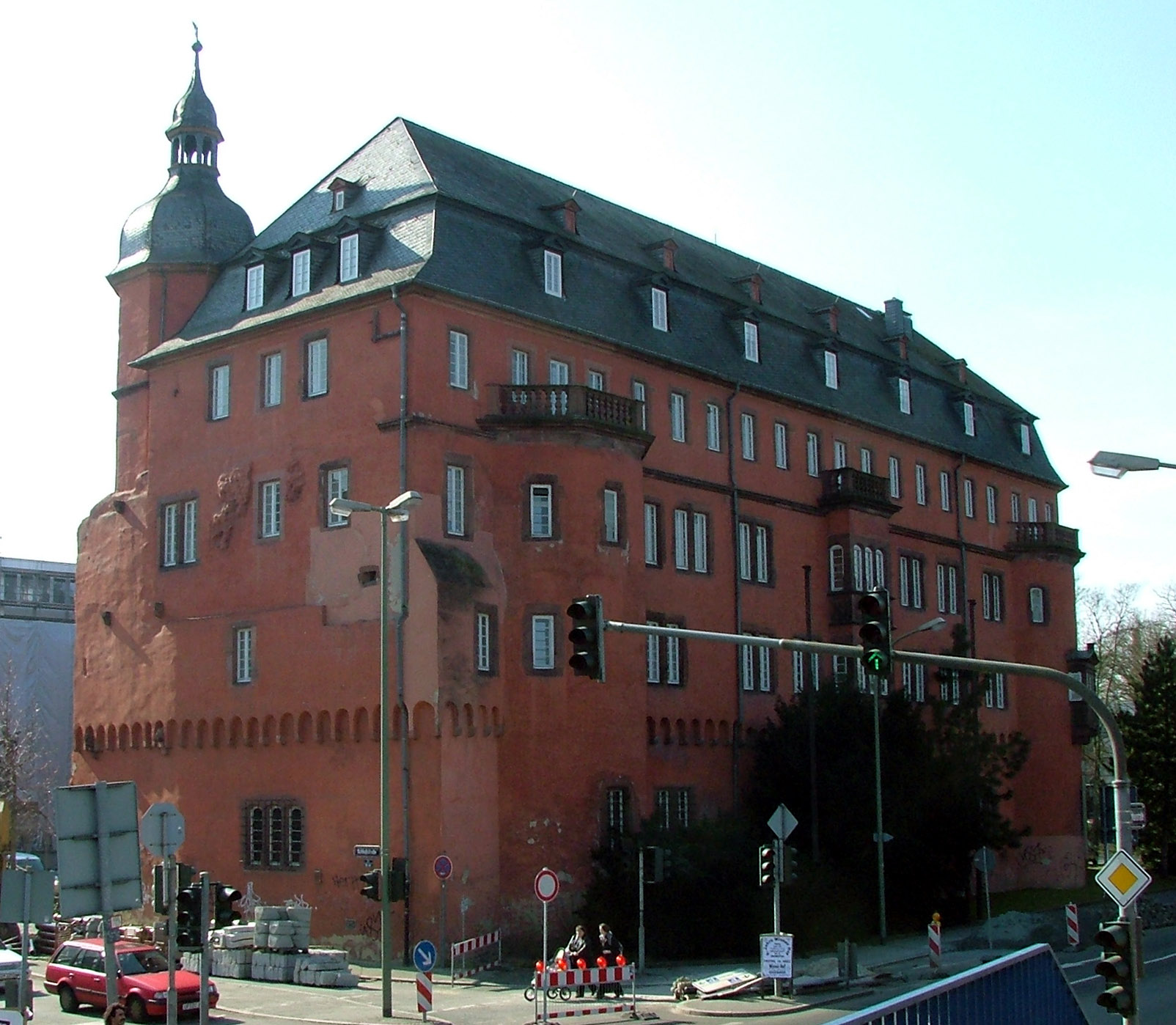
位于奥芬巴赫的伊森堡宫

- 1628年－1635年：沃尔夫冈·亨利 沃尔夫冈·恩斯特一世长子

1635年至1643年奥芬巴赫被黑森占领。
- 1643年－1685年：约翰·路德维希 沃尔夫冈·亨利第四子
- 1685年－1718年：约翰·菲利普 Johann Philipp 约翰·路德维希第四子
- 1685年－1711年：威廉·莫里茨一世 Wilhelm Moritz I 约翰·路德维希第五子

1711年，伊森堡-奥芬巴赫分为伊森堡-比尔施泰因（第二次分封）和伊森堡-菲利普赛赫（Isenburg-Philippseich）。

##### 伊森堡-比尔施泰因伯爵（第二次分封）
- 1711年－1744年：沃尔夫冈·恩斯特一世 Wolfgang Ernst I 威廉·莫里茨一世第三子，1744年升为伊森堡-比尔施泰因亲王

1744年，伊森堡-比尔施泰因升为侯国。

##### 伊森堡-菲利普赛赫伯爵
- 1711年－1772年：威廉·莫里茨二世 威廉·莫里茨一世第四子
- 1772年－1779年：克里斯蒂安·卡尔 Christian Karl 威廉·莫里茨二世第三子
- 1779年－1781年：卡尔·威廉·恩斯特 Karl Wilhelm Ernst 克里斯蒂安·卡尔次子
- 1781年－1806年：亨利·斐迪南 Heinrich Ferdinand 克里斯蒂安·卡尔第三子

1806年，伊森堡-菲利普赛赫并入伊森堡-比尔施泰因，形成伊森堡侯国。1814年，伊森堡并入黑森和莱茵沿岸大公国。

#### 伊森堡-比尔施泰因伯爵
- 1628年－1635年：威廉·奥托 Wilhelm Otto 沃尔夫冈·恩斯特一世第五子
- 1635年－1641年：沃尔夫冈·恩斯特二世 伊森堡-奥芬巴赫伯爵沃尔夫冈·亨利次子
- 1635年－1664年：克里斯蒂安·莫里茨 Christian Moritz 伊森堡-奥芬巴赫伯爵沃尔夫冈·亨利第五子

1664年，伊森堡-比尔施泰因绝嗣，归于伊森堡-奥芬巴赫。

#### 伊森堡-比丁根伯爵（第二次分封）
- 1628年—1673年：约翰·恩斯特一世 Johann Ernst I 沃尔夫冈·恩斯特一世第八子

1673年，伊森堡-比丁根分出伊森堡-怀赫特斯巴赫（Isenburg-Wächtersbach）、伊森堡-梅尔霍尔兹（Isenburg-Meerholz）和伊森堡-玛利恩博恩（Isenburg-Marienborn）。
- 1673年－1693年：约翰·卡西米尔 Johann Kasimir 约翰·恩斯特一世第六子
- 1693年－1708年：约翰·恩斯特一世 约翰·卡西米尔长子
- 1708年－1749年：恩斯特·卡西米尔一世 Ernst Kasimir I 约翰·卡西米尔第四子
- 1749年－1768年：古斯塔夫·弗里德里希 Gustav Friedrich 恩斯特·卡西米尔一世第三子
- 1768年－1775年：路德维希·卡西米尔 Ludwig Kasimir 恩斯特·卡西米尔一世长子
- 1775年－1801年：恩斯特·卡西米尔二世 恩斯特·卡西米尔一世的孙子，其四恩斯特·迪特里希长子
- 1801年－1806年：恩斯特· 卡西米尔三世 恩斯特·卡西米尔二世长子。1840年被黑森大公路德维希二世升为伊森堡-比丁根亲王，称恩斯特·卡西米尔一世

1806年，伊森堡-比丁根并入伊森堡-比尔施泰因。形成伊森堡侯国。1814年，伊森堡并入黑森和莱茵沿岸大公国。

##### 伊森堡-怀赫特斯巴赫伯爵
- 1673年－1703年：斐迪南·马克西米利安一世 Ferdinand Maximilian I 约翰·恩斯特一世第七子
- 1703年－1755年：斐迪南·马克西米利安二世 斐迪南·马克西米利安一世第三子
- 1755年－1778年：斐迪南·卡西米尔一世 Ferdinand Kasimir I 斐迪南·马克西米利安二世长子
- 1778年－1780年：斐迪南·卡西米尔二世 斐迪南·卡西米尔一世长子，无嗣
- 1780年－1782年：阿尔布莱希特·奥古斯特 Albrecht August 斐迪南·马克西米利安二世次子，无嗣
- 1782年－1785年：威廉·莱因哈德 Wilhelm Reinhard 斐迪南·马克西米利安二世第三子，无嗣
- 1785年－1798年：阿道夫一世 Adolf I 斐迪南·马克西米利安二世第六子，无嗣
- 1798年－1805年：路德维希·马克西米利安一世 Ludwig Maximilian I 斐迪南·马克西米利安二世第九子
- 1805年－1806年：路德维希·马克西米利安二世 路德维希·马克西米利安一世长子

1806年，伊森堡-怀赫特斯巴赫并入伊森堡-比尔施泰因，形成伊森堡侯国。1814年，伊森堡并入黑森和莱茵沿岸大公国。

##### 伊森堡-梅尔霍尔兹伯爵
- 1673年－1724年：格奥尔格·阿尔布莱希特 Georg Albrecht 约翰·恩斯特一世第八子
- 1724年－1774年：卡尔·弗里德里希 Karl Friedrich 格奥尔格·阿尔布莱希特第三子
- 1774年－1802年：约翰·弗里德里希·威廉 Johann Friedrich Wilhelm 卡尔·弗里德里希第三子
- 1802年－1806年：卡尔·威廉·路德维希 Karl Wilhelm Ludwig 约翰·弗里德里希·威廉长子

1806年，伊森堡-梅尔霍尔兹并入伊森堡-比尔施泰因。形成伊森堡侯国。1814年，伊森堡并入黑森和莱茵沿岸大公国。

##### 伊森堡-玛利恩博恩伯爵
- 1673年－1725年：卡尔·奥古斯特 Karl August 约翰·恩斯特一世第九子，无嗣

1725年，伊森堡-玛利恩博恩绝嗣，归于伊森堡-梅尔霍尔兹。

## 伊森堡-比尔施泰因亲王
1. 1744年—1754年：沃尔夫冈·恩斯特一世
2. 1754年—1803年：沃尔夫冈·恩斯特二世 沃尔夫冈·恩斯特一世长孙，其长子威廉·埃米希·克里斯托弗长子
3. 1803年—1814年：卡尔·弗里德里希·路德维希·莫里茨 Carl Friedrich Ludwig Moritz 沃尔夫冈·恩斯特二世次子，1806年成为全伊森堡的亲王。

1814年，伊森堡并入黑森和莱茵沿岸大公国。

## 拿破仑战争后的伊森堡诸系首领

### 伊森堡-比尔施泰因系（亲王）
- 1814年－1820年：卡尔一世
- 1820年—1866年：沃尔夫冈·恩斯特三世 卡尔一世长子
- 1866年—1899年：卡尔二世·维克多·阿玛多依斯·沃尔夫冈·卡西米尔·阿道夫·波多 Karl II Viktor Amadeus Wolfgang Kasimir Adolf Bodo 卡尔的长孙，四子维克多·亚历山大长子
- 1899年—1939年：弗朗茨·约瑟夫 Franz Joseph 卡尔二世次子，1913年被封为伊森堡亲王
- 1939年—1956年：弗朗茨·斐迪南 Franz Ferdinand 弗朗茨·约瑟夫次子
- 1956年—2018年：弗朗茨·亚历山大 Franz Alexander 弗朗茨·斐迪南长子
- 2018年至今：亚历山大·沃尔夫冈 Alexander Wolfgang （1969年6月16日生）

- 伊森堡亲王世子：弗朗茨·萨尔瓦多 Franz Salvator （2019年8月8日生）

### 伊森堡-菲利普赛赫系（伯爵）
- 1806年－1838年：亨利·斐迪南
- 1838年－1875年：格奥尔格·卡西米尔 Georg Kasimir 亨利·斐迪南长子
- 1875年－1920年：斐迪南 Ferdinand 格奥尔格·卡西米尔之子，无嗣
- 1920年－1989年：路德维希 Ludwig 斐迪南的堂侄，威廉·莫里茨二世第六子格奥尔格·奥古斯特贵庶通婚的后代
- 1989年至今：克里斯蒂安·威廉·阿道夫 Christian Wilhelm Adolf 路德维希长子

- 伊森堡-菲利普赛赫伯爵世子：卡洛斯 Carlos （1974年10月18日生）

### 伊森堡-比丁根系（伯爵，1840起为亲王，1941年绝嗣）

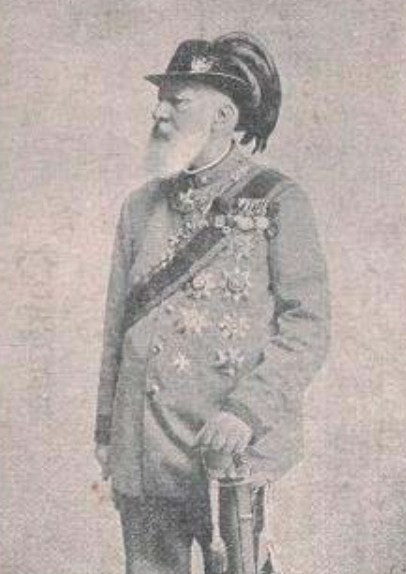
第三代伊森堡-比丁根亲王布鲁诺

- 1806年－1848年：恩斯特·卡西米尔三世（一世） 1801年至1840年为伊森堡-比丁根伯爵，称恩斯特·卡西米尔三世。1826年起为黑森和莱茵沿岸大公国上议院议长。1840年为伊森堡-比丁根亲王

1840年4月9日，黑森大公路德维希二世将伊森堡-比丁根伯爵升为亲王。
- 1848年—1861年：恩斯特·卡西米尔二世 恩斯特·卡西米尔一世长子
- 1861年—1906年：布鲁诺·卡西米尔·阿尔贝特·爱弥儿·斐迪南 Bruno Casimir Albert Emil Ferdinand 恩斯特·卡西米尔二世长子
- 1906年—1920年：沃尔夫冈 布鲁诺之子
- 1920年7月29日—30日：古斯塔夫·阿尔弗雷德 Gustav Alfred 沃尔夫冈的堂叔，恩斯特·卡西米尔一世的孙子，其次子古斯塔夫之子。继任亲王第二天放弃亲王称号
- 1920年—1941年：卡尔·古斯塔夫  Carl Gustav 阿尔弗莱德长子，无嗣，以怀赫特斯巴赫系的奥托·弗里德里希为养子

1941年，伊森堡-比丁根绝嗣，归于伊森堡-怀赫特斯巴赫。

### 伊森堡-怀赫特斯巴赫系（伯爵，1865年起为亲王）
- 1806年—1821年：路德维希·马克西米利安二世
- 1821年—1859年：阿道夫二世 路德维希·马克西米利安一世次子
- 1859年—1903年：斐迪南·马克西米利安三世 阿道夫二世独子，1865年8月17日升为亲王
- 1903年—1933年：弗里德里希·威廉 Friedrich Wilhelm 斐迪南·马克西米利安三世长子
- 1933年—1990年：奥托·弗里德里希 Otto Friedrich 弗里德里希·威廉唯一的孙子，子斐迪南·马克西米利安之子，伊森堡-比丁根亲王卡尔·古斯塔夫的养子和继承人
- 1990年至今：沃尔夫冈-恩斯特 奥托·弗里德里希的长子

- 伊森堡-比丁根-怀赫特斯巴赫亲王世子：卡西米尔-亚历山大 Casimir-Alexander （1967年12月30日生）

### 伊森堡-梅尔霍尔兹系（伯爵，1929年绝嗣）
- 1806年－1832年：卡尔·威廉·路德维希
- 1832年－1900年：卡尔 卡尔·威廉·路德维希的侄子，其五弟约瑟夫之子
- 1900年－1929年：古斯塔夫 卡尔的第四子

1929年，伊森堡-梅尔霍尔兹绝嗣，归于伊森堡-比丁根。